# Jerzy Giedroyc

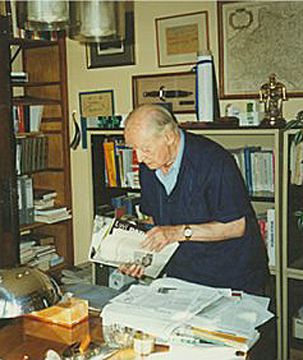
Jerzy Giedroyc 1997

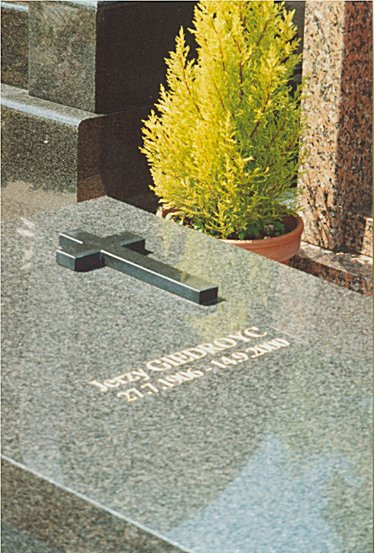
Grabmal in Le Mesnil-le-Roi

Jerzy Giedroyc, auch Jerzy Giedroyć (* 27. Juli 1906 in Minsk, Russisches Kaiserreich; † 14. September 2000 in Maisons-Laffitte bei Paris) war ein polnischer konservativer Schriftsteller, Journalist und Politiker. Von 1947 bis zu seinem Tod war er Herausgeber der Zeitschrift Kultura, die die bedeutendste polnische Exilzeitschrift ihrer Zeit war.

## Leben
Giedroyc studierte an der Universität Warschau Rechtswissenschaften (1924–1929) und Geschichte (1930–1931).
1930 wurde er Redakteur einer Studentenzeitschrift. 1931 bis 1937 war er mit der Russin Tatjana Schwezow verheiratet. 1929 bis 1935 war er Referent im Landwirtschaftsministerium, dann im Industrie- und Handelsministerium.
Nach dem Ausbruch des Zweiten Weltkrieges wurde er als Angestellter des Industrie- und Handelsministeriums nach Rumänien evakuiert. In Bukarest wurde er als Sekretär des polnischen Botschafters angestellt. 1940 kam er über die Türkei nach Palästina, wo er als Soldat zur polnischen Exilarmee einberufen wurde.
Er nahm an den Kämpfen um Ägypten und die Belagerung von Tobruk teil. Als Journalist wurde er zum Propagandabüro des 2. Korps berufen. 1944 wurde Giedroyc zur Offiziersschule in Gallipoli (Italien) kommandiert. 1945 war er im Informationsministerium der polnischen Exilregierung in London tätig. Er gründete 1946 das Polnische Literaturinstitut in Rom, das 1947 nach Maisons-Laffitte bei Paris verlegt wurde. Mitbegründer des Instituts waren Zofia und Zygmunt Hertz sowie Józef Czapski. Das Institut gab die Monatsschrift „Kultura“ und die Reihe Biblioteka "Kultury" heraus. Nach 1956, im Klima der Lockerung der Politik der polnischen Regierung, wurde die Residenz in Maisons-Laffitte Ziel der inoffiziellen Besuche polnischer Intellektueller. Die nach Polen geschmuggelten „Kultura“-Hefte wurden zur Pflichtlektüre der Oppositionellen.
Im Gegensatz zu der Meinung der Mehrheit polnischer Emigranten im Westen propagierte er die Idee, dass gute Beziehungen Polens zu Litauen, Ukraine und Weißrussland der Freiheit Polens dienen.
Giedroyc begrüßte die Wende von 1989, die die Erfüllung seiner Träume bedeutete, weigerte sich aber, das neue Polen zu besuchen. Er wies die Auszeichnung mit dem höchsten polnischen Orden des Weißen Adlers ab.
Giedroyc wurde 1996 mit dem Offizierskreuz der Ehrenlegion ausgezeichnet und nahm 1997 die Ehrenbürgerwürde Litauens an. Er wurde mit der Ehrendoktorwürde der Jagiellonen-Universität in Krakau, der Universität Breslau, der Universität Warschau, der Universität Białystok, der Universität Stettin und der Maria-Curie-Skłodowska-Universität Lublin geehrt.
Jerzy Giedroyc wurde auf dem Friedhof in Le Mesnil-le-Roi bestattet.